# Panino cubano
Il panino cubano è un sandwich di origine cubana e statunitense che consiste in due fette di pane cubano racchiudenti un ripieno di prosciutto, maiale arrosto, Swiss cheese, sottaceti e senape.

## Storia

### Origini
Nonostante la sua paternità sia incerta, il panino cubano fu inventato da cubani giunti sul suolo statunitense a cavallo fra Ottocento e Novecento. Secondo alcuni, il panino era originariamente un alimento servito agli operai delle fabbriche di sigari e degli zuccherifici di grandi città cubane come L'Avana e Santiago di Cuba. 
La paternità del panino cubano è tutt'oggi contesa da più parti. Secondo alcuni, l'alimento fu inventato a Tampa, ove, a partire dalla metà degli anni 1880, si concentrò la produzione dei sigari e si sviluppò un'importante comunità cubana grazie all'imprenditore Vicente Martinez Ybor. Questi fattori causarono l'affluenza sul posto di decine di migliaia di lavoratori cubani, spagnoli e italiani che trasformarono quello che era un tempo un villaggio in una città economicamente vivace. Per altri, fra cui lo storico Key West, il panino avrebbe origini cubane e sarebbe stato ideato invece a Key West.
Le prime fonti cartacee che menzionano i sandwich cubani risalgono al primo Novecento e appaiono in alcuni documenti che descrivono le aree di ristoro riservate operai dei quartieri di Tampa Ybor City e West Tampa. Stando a quanto dichiara un articolo di viaggio del 1934 pubblicato dalla Mason City Globe Gazette, la cucina di Tampa è "molto più caratteristica che altrove in Florida", e menziona fra le specialità del luogo il sandwich. Un ricercatore di nome Andrew Huse asserì che "tutti gli ingredienti dei mixtos vennero fusi fra loro dando vita a qualcosa di più distinto, ovvero il cuban sandwich che conosciamo e amiamo, un'invenzione della città di Tampa".

### Il successo
L'ascesa al potere di Fidel Castro a Cuba nel 1959, spinse molti cubani a espatriare a Miami rendendo così il cuban sandwich noto anche nella città durante gli anni 1960. Con il passare degli anni, il piatto si diffuse anche in altre città degli USA fra cui New York, New Jersey e Chicago, così come a Porto Rico.
Nel 2012, il panino venne eletto "piatto tradizionale di Tampa" dal Concilio della città di Tampa.

## Caratteristiche

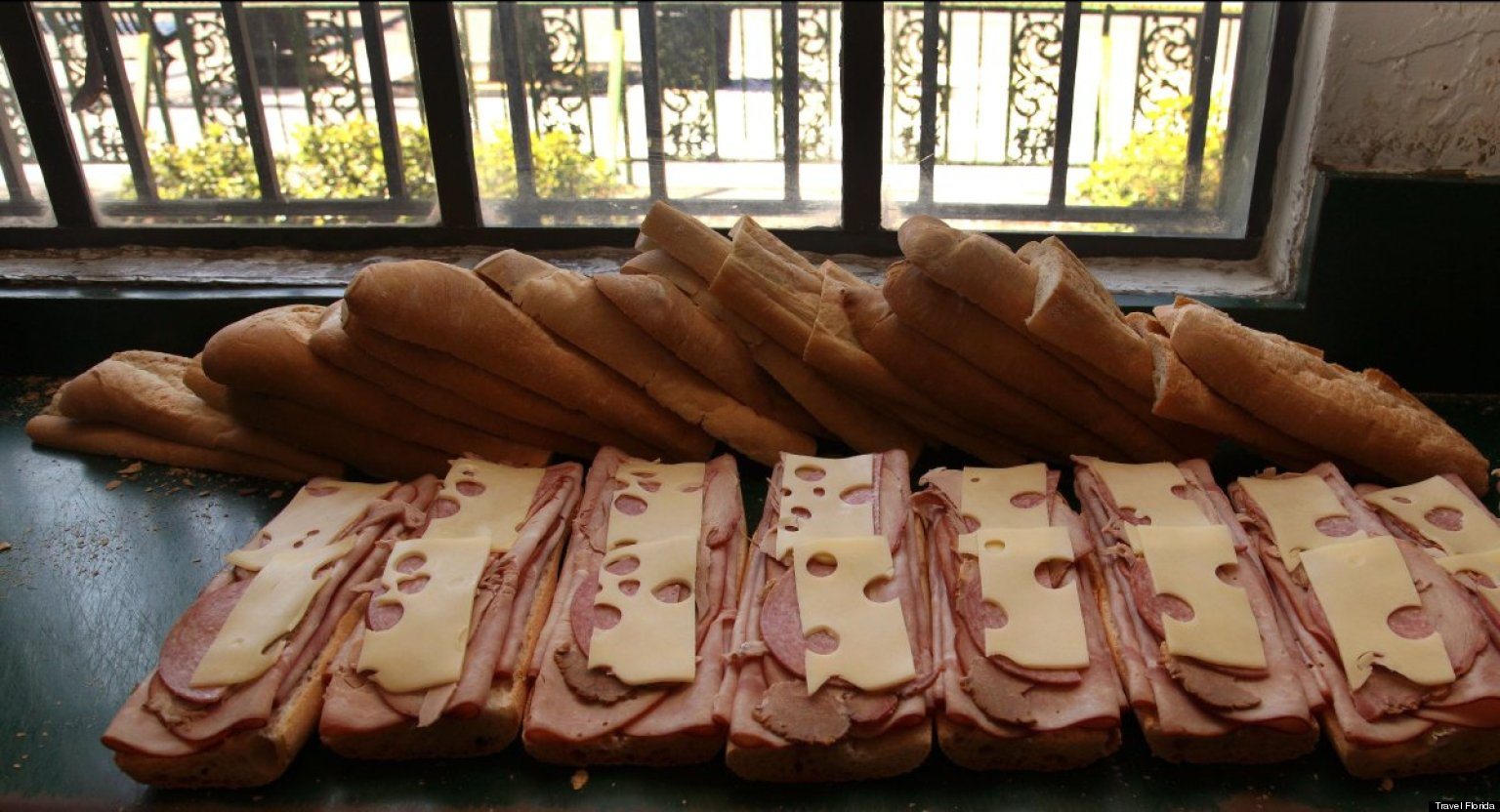
Alcuni cuban sandwich in fase di preparazione

Il tradizionale sandwich cubano viene preparato utilizzando del tradizionale pane di Cuba tagliato in fette di circa 20/30 cm che, dopo essere stato imburrato o spennellato di olio, vi viene aggiunta la senape, l'arrosto di maiale, il prosciutto glassato, lo Swiss cheese, i cetrioli sottaceto tagliati a rondelle. A volte, la carne di maiale utilizzata per preparare il piatto viene marinata nel mojo e arrostita a fuoco lento. Secondo alcuni, il "vero" cuban sandwich deve anche avere il salame.

## Varianti
Un panino simile è il medianoche ("mezzanotte") che, come suggerisce il nome, viene consumato in tarda notte nei locali de l'Avana. Esso presenta i medesimi ingredienti del panino cubano, ma è più piccolo e viene servito su pane all'uovo di colore giallo simile al challah.